# Haapasaari (ö i Birkaland, Övre Birkaland, lat 61,99, long 24,07)
Haapasaari är en ö i Finland. Den ligger i sjön Ruovesi och i kommunen Ruovesi i den ekonomiska regionen  Övre Birkalands ekonomiska region  och landskapet Birkaland, i den södra delen av landet, 210 km norr om huvudstaden Helsingfors. Öns area är 9,4 hektar och dess största längd är 0,6 kilometer i nord-sydlig riktning.